# Kronkoloni
Kronkolonier (engelska crown colony) var tidigare en typ av kolonier inom Brittiska imperiet. Kronkolonier var de som saknade självstyre, utan istället löd direkt under kolonialministeriet (Secretary of State for the Colonies). Beteckningen avskaffades 1981 till förmån för avhängiga territorier (British dependent territory), vilket 2002 byttes mot den nuvarande termen utomeuropeiska territorier (British overseas territory).
Det verkställande styret utövades av en guvernör eller andra ämbets- eller tjänstemän som endast var ansvariga inför Storbritanniens regering, inte inför kolonins invånare. I de fall det fanns valda församlingar hade dessa endast en rådgivande funktion.
Beteckningen ska inte förväxlas med kronbesittningar, en annan mycket lösare förbunden styrelseform, som gäller för Kanalöarna och Isle of Man.

## Tidigare kronkolonier
Startåren nedan anger när territoriet ifråga blev kronkoloni, inte när det erövrades.  Slutåren anger när statusen ändrades, inte tidpunkten för eventuell självständighet. Listan gör inte anspråk på att vara komplett.

### Afrika
- Freetown 1808-1924, därefter till kronkolonin Sierra Leone.
- Natalkolonin 1856-1910, därefter till dominien Sydafrikanska unionen.
- British Kaffraria 1857-1865, därefter till Kapkolonin
- Lagos 1861-1866 och 1886-1906, därefter till protektoratet Nigeria.
- Västra Griqualand 1871-1881, därefter till Kapkolonin
- Guldkusten (nuvarande Ghana) 1874-1957, utökat med Ashanti 1902.
- Transvaal 1877-1880 och 1900-1910, därefter till dominien Sydafrikanska unionen.
- Zululand 1887-1897, därefter till kronkolonin Natalkolonin.
- Sierra Leone 1896-1961
- Seychellerna 1903-1948

### Amerika
- Bermuda 1684-1968
- Bahamas 1717-1964
- British Columbia 1858-1871, därefter till dominien Kanada.
- Brittiska Honduras (nuvarande Belize) 1871-1964
- Brittiska Jungfruöarna 1956-1981
- Cape Breton Island 1784-1820, därefter till Nova Scotia.
- Georgia, Massachusetts, New Hampshire, New Jersey, New York, North Carolina, South Carolina, Virginia från 1624-1755 till 1776
- Jamaica 1866-1944
- Saint Christopher-Nevis-Anguilla 1956-1967
- Saint Lucia 1814-1967
- Trinidad och Tobago 1889-1962
- Turks- och Caicosöarna 1962-1981
- Vancouver Island 1849-1866, därefter till kronkolonin British Columbia.

### Asien
- Ceylon 1802-1931
- Hongkong 1842-1981, återlämnat till Kina 1997.
- Brittiska Indien 1858-1935
- Straits Settlements 1867-1946, varpå Malacka, Pinang och Labuan överfördes till protektoratet Malaya och Singapore blev en egen kronkoloni.
- Cypern 1925-1960
- Aden 1937-1962, därefter till protektoratet Aden (senare Sydjemen).
- Nordborneo 1946-1957, därefter till Malaysia som Sabah.
- Sarawak 1946-1957, därefter till Malaysia.
- Singapore 1946-1963, därefter till Malaysia.

### Europa
- Malta 1814-1947
- Gibraltar 1830-1981

### Oceanien
- New South Wales 1788-1901
- Victoria 1831-1901
- Tasmanien 1856-1901
- Western Australia 1832-1901
- South Australia 1834-1901
- Queensland 1839-1901
  - därefter alla sex till Australien.
- Nya Zeeland 1840-1856
- Fiji 1874-1966
- Gilbert- och Elliceöarna 1916-1976, därefter delat i Gilbertöarna och Elliceöarna.
- Gilbertöarna (nuvarande Kiribati) 1976-1977
- Elliceöarna (nuvarande Tuvalu) 1976-1978